# Samuel Thomas von Soemmerring

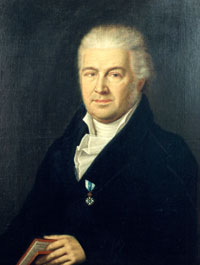
Samuel Thomas Soemmerring, Porträt von Wendelin Moosbrugger (1813)

Samuel Thomas Soemmerring, seit 1808 Ritter von Soemmerring, auch Sömmerring und Soemmering (* 28. Januar 1755 in Thorn; † 2. März 1830 in Frankfurt am Main) war ein deutscher Anatom, Anthropologe, Paläontologe und Erfinder sowie Hochschullehrer und Arzt. Soemmerring entdeckte 1791 den „gelben Fleck“ in der Netzhaut des menschlichen Auges. Seine Untersuchungen über das Gehirn und das Nervensystem, über die Sinnesorgane, über den Embryo und dessen Fehlbildungen, über den Bau der Lungen, über die Eingeweidebrüche usw. machten ihn zu einem der bedeutendsten deutschen Anatomen. In späteren Jahren verlagerte er seine Arbeitsgebiete auf die Physik, Chemie und Paläontologie. 1809 entwickelte er einen elektrochemischen Telegraphen.

## Leben

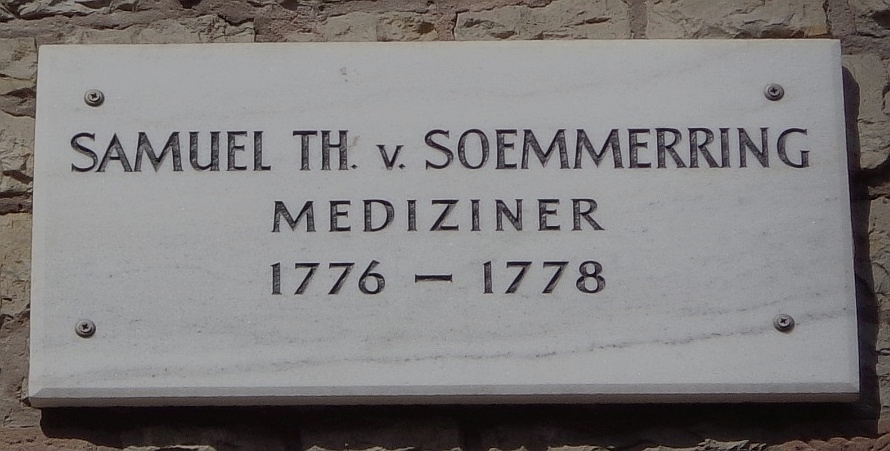
Göttinger Gedenktafel für Soemmerring

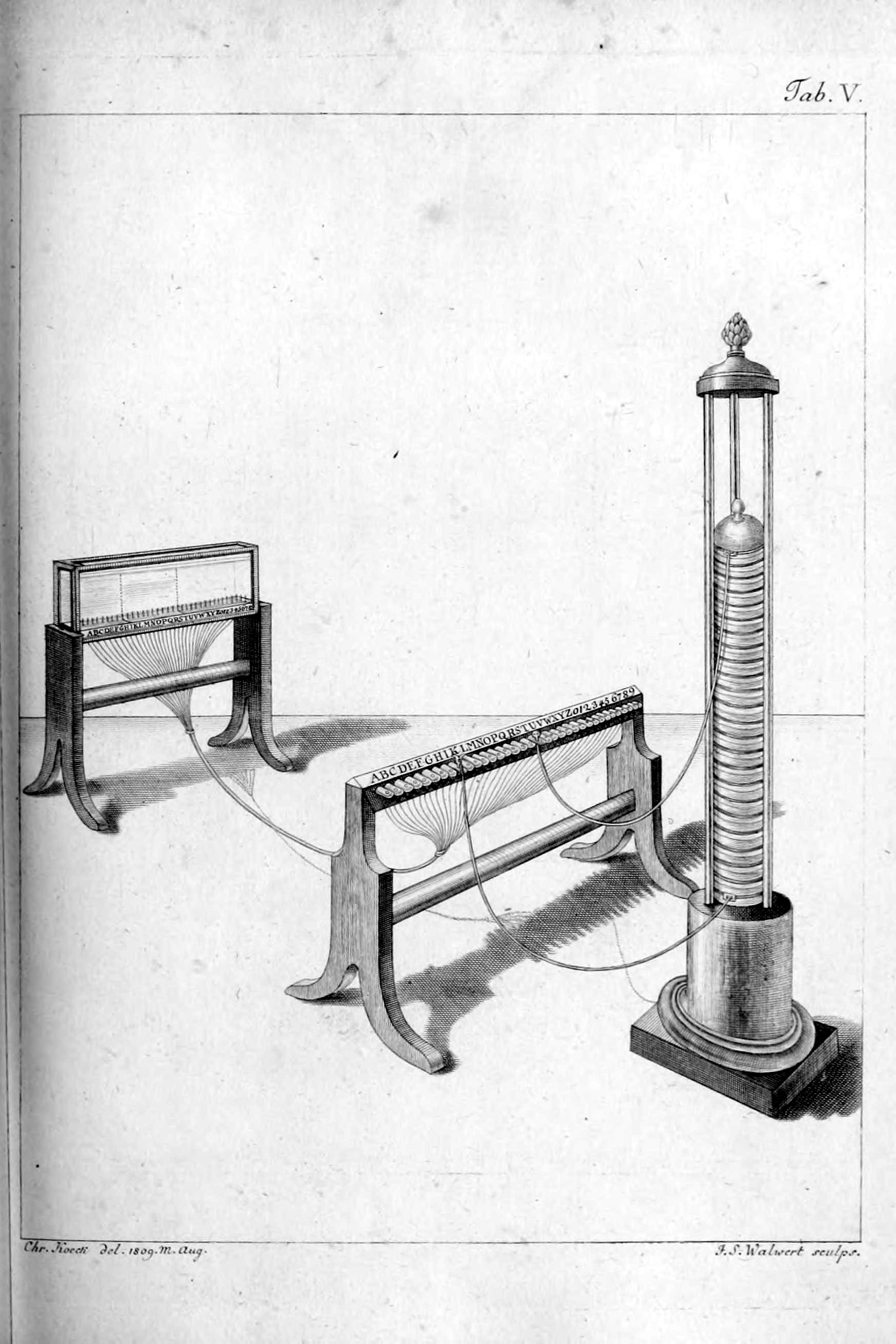
Soemmerings Telegraf, 1809

Samuel Thomas Soemmerring war das neunte Kind des Arztes Johann Thomas Soemmerring und der Pfarrerstochter Regine Geret. Der Vater hatte sich in Thorn als Arzt niedergelassen. 1774 beendete Soemmerring die Schulbildung in Thorn und begann als 19-Jähriger Medizin an der Universität Göttingen zu studieren. 1778 wurde er Doktor der Medizin. In seiner Dissertation mit dem Titel De basi encephali et originibus nervorum cranio egredientium beschreibt er die Einteilung der zwölf Hirnnerven. Seine Studie hat bis heute Gültigkeit.
Er wurde 1779 Professor der Anatomie am Kasseler Collegium Carolinum, wo er unter anderem einen Elefanten präparierte, dessen Schädel sich Goethe im Jahr 1784 auslieh, um daran seine Studien zum Zwischenkieferknochen voranzutreiben (siehe Goethe-Elefant). Im Rahmen einer seiner Studienreisen (1778/79) traf er in Großbritannien unter anderem John Hunter und erforschte dort das Lymphgefäßsystem. Soemmering war Mitglied der königlich britischen Gesellschaft der Wissenschaften in Kassel und Mitarbeiter der Göttingischen gelehrten Anzeigen. 1779 wurde er Mitglied der Loge Zum gekrönten Löwen in Kassel und 1780 mit dem Namen „Marmessos“ Direktor des Kasseler Rosenkreuzerzirkels. Hier war er ein derart vertrauter Freund von Georg Forster, dass beiden „eine Art homosexuelle Ehe“ unterstellt wurde. Tatsächlich gibt es Hinweise darauf, dass sie eine zumindest schwärmerische Liebesbeziehung verband. So wollte Forster seiner späteren Ehefrau nur den „zweiten Platz“ auf seiner „Liste“ nach Soemmering zubilligen. 1780 wurde Soemmering zum korrespondierenden Mitglied der Göttinger Akademie der Wissenschaften gewählt.
Ab Oktober 1784 lehrte er an der Universität Mainz Anatomie und Physiologie. In seiner im November 1784 erschienenen Schrift Über die körperliche Verschiedenheit des Mohren vom Europäer beschrieb Soemmerring seine Beobachtungen beim Sezieren der Leichen von Europäern und Afrikanern und verglich sie mit der Anatomie verschiedener Affenarten wie Orang-Utan und Mandrill. Bei den sezierten Afrikanern handelte es sich um nach Europa gebrachte ehemalige Sklaven, die an klimatisch bedingten Krankheiten gestorben waren oder Selbstmord begangen hatten. Dennoch schien ihm „der Schluß nicht unbillig noch ungegründet, daß im allgemeinen, im Durchschnitt, die afrikanischen Mohren doch etwas näher ans Affengeschlechte, als die Europäer gränzen.“ Eine allgemeine Unterlegenheit schwarzer Menschen gegenüber Europäern leitete er daraus nicht ab:
„Sie bleiben aber drum dennoch Menschen, und über jene Klasse wahrer vierfüßiger Thiere gar sehr erhaben, gar sehr auffallend von ihnen unterschieden und abgesondert. Auch unter den Schwarzen gibts einige, die ihren weißen Brüdern näher treten, und manche aus ihnen sogar an Verstande übertreffen.“
Der Göttinger Mediziner, Anthropologe und Rassentheoretiker Johann Friedrich Blumenbach lehnte hingegen die Unterscheidung unterlegener und überlegener Rassen grundsätzlich ab und kritisierte Soemmerring dafür scharf.
Im Jahre 1787 ernannte Kurfürst Friedrich Karl Joseph von Erthal ihn zum Hofrat und Leibarzt. Im selben Jahr wurde er in London Freimaurer. Von 1789 bis 1792 wirkte er als Dekan der Medizinischen Fakultät. Sein Hauptwerk Vom Baue des menschlichen Körpers verfasste er während dieser Zeit.
Am 6. März 1792 heiratete er nach langen Bedenken in Mainz die aus Frankfurt stammende Malerin und Kupferstecherin Margarethe Elisabeth Grunelius (1768–1802). Aus der Ehe gingen ein Sohn (Detmar Wilhelm Soemmerring, 1793–1871) und eine Tochter (Susanne Katharina, 1796–1867) hervor. Zuvor hatte ihn sein Freund Georg Christoph Lichtenberg mehrfach in Briefen dringlich aufgefordert, zu heiraten, nachdem er ihn noch 1785 genau davor gewarnt hatte („Prüfen Sie erst noch...“): „Machen Sie, (...) Sie heiraten sonst nie, und das sollte mir der Welt wegen leid tun und Ihrentwegen. Ich nenne die Welt zuerst, weil ich glaube, dass Sie mit sich selbst in jedem Stande fertig würden, aber es gibt Grade des Fertigwerdens.“
Mit der Besetzung von Mainz durch die französische Revolutionsarmee im Oktober 1792, der Gründung der kurzlebigen Mainzer Republik 1793, der Belagerung von Mainz und Rückeroberung durch die Preußen kam es zu einem allmählichen Erliegen des Lehrbetriebs an der Mainzer Universität. Soemmering siedelte deshalb 1795 nach Frankfurt am Main über und praktizierte als Arzt im Haus seiner Schwiegereltern in der Saalgasse 122. Im Jahre 1797 nahm Sömmerring seinen endgültigen Abschied von der Mainzer Universität. Von 1796 bis 1802 bewohnte er ein Haus im Kleinen Hirschgraben, später erwarb er ein Haus am Roßmarkt. Zu seinen Patienten gehörten angesehene Frankfurter Familien wie Bansa, Bethmann, Brentano und Gontard. Mit dem Hauslehrer der Gontards, Friedrich Hölderlin, schloss er Freundschaft. Als eine seiner vielen wichtigen Unternehmungen führte Soemmerring zusammen mit Georg Philipp Lehr gegen den Widerstand einflussreicher Gegner, darunter Johann Christian Ehrmann, die Pockenschutzimpfung ein. Im Jahre 1796 erschien seine Schrift Über das Organ der Seele, die mit einer Bemerkung Immanuel Kants publiziert wurde.
Er erhielt Angebote der Universitäten Würzburg, Halle, Jena, Heidelberg, St. Petersburg und des St. George’s Hospital in London, nahm aber 1805 einen Ruf an die Bayerische Akademie der Wissenschaften in München an. König Maximilian I. Joseph von Bayern verlieh ihm am 11. Mai 1808 in München den Verdienstorden der Bayerischen Krone – als Samuel Thomas Ritter von Soemmerring wurde er damit in den persönlichen Ritterstand erhoben. Im gleichen Jahr wurde er kurfürstlich pfalzbayrischer Hofrat und 1808 in den Adelsstand erhoben. Im Jahre 1810 wurde er Geheimrat.
In München widmete Soemmerring sich verstärkt der Paläontologie, Astronomie, Physik, Chemie und Philosophie. Unter anderem schrieb er über Urzeitkrokodile und Flugsaurier, darunter einen 1812 in Solnhofen gefundenen Pterodactylus antiquus.
Soemmerring entwickelte ferner ein Teleskop zur Himmelsbeobachtung und stellte 1809 vor den Mitgliedern der Königlichen Akademie der Wissenschaften einen elektrischen Telegraphen vor, bei dem Einzelbuchstaben und Ziffern über 35 Leitungen durch galvanische Zersetzung von Wasser übermittelt werden sollten. Die Konstruktion wurde allerdings niemals praktisch eingesetzt. Das Original brachte er später mit nach Frankfurt, wo es sich bis 1905 im Besitz des Physikalischen Vereins befand. Heute ist es im Deutschen Museum in München ausgestellt, ein Modell befindet sich im Museum für Kommunikation Frankfurt. Soemmering arbeitete zudem über die Veredelung des Weins, über Zeichnungen, die sich beim Ätzen des Meteoreisens auf demselben bilden, über die Sonnenflecken und vieles andere. Viele Abbildungen in seinen Werken zeichnete er selbst.
Auf Grund des Wetters und seiner angegriffenen Gesundheit verließ Soemmerring 1820 München und zog zurück nach Frankfurt am Main. 1817 wurde er Gründungsmitglied der Senckenbergischen Naturforschenden Gesellschaft, 1824 des Physikalischen Vereins. Im Jahre 1830 verstarb er dort und wurde auf dem Frankfurter Hauptfriedhof beigesetzt.

## Ehrungen
Am 9. Dezember 1811 wurde er als korrespondierendes Mitglied in die Académie des sciences aufgenommen. 1816 wurde er zum Mitglied der Leopoldina gewählt. Soemmerring war ein Träger des Guelphen-Ordens und zahlreicher anderer Orden und Auszeichnungen. 1820 wurde er in Frankfurt in den von Ehrmann und Friedrich Christian Matthiä gegründeten Orden der verrückten Hofräthe aufgenommen. Zu seinem goldenen Doktorjubiläum 1828 wurde eine goldene Gedenkmünze geprägt. 1829 entstand die Soemmerring-Stiftung der Senckenbergischen Naturforschenden Gesellschaft.
Nach Soemmerring sind der Mondkrater Sömmering, eine Pflanzengattung (Soemmerringia aus der Familie der Hülsenfrüchtler), die Sömmerringgazelle (Nanger soemmerringii), ein ausgestorbenes Meereskrokodil (Geosaurus Soemmerringii) und der Asteroid (189398) Soemmerring benannt. Seinen Namen tragen eine Straße in Berlin-Charlottenburg, eine Straße im Frankfurter Nordend, eine Straße in Köln-Ehrenfeld, eine Straße und ein Platz in der Mainzer Neustadt sowie der Samuel Thomas von Soemmerring-Preis des Physikalischen Vereins für astronomische Arbeiten. Eduard Schmidt von der Launitz und Christoph Albrecht Lenz schufen ein bronzenes Soemmerring-Denkmal, das von 1897 bis 1941/42 vor dem Frankfurter Zoo stand und dann eingeschmolzen wurde.

## Schriften (Auswahl)

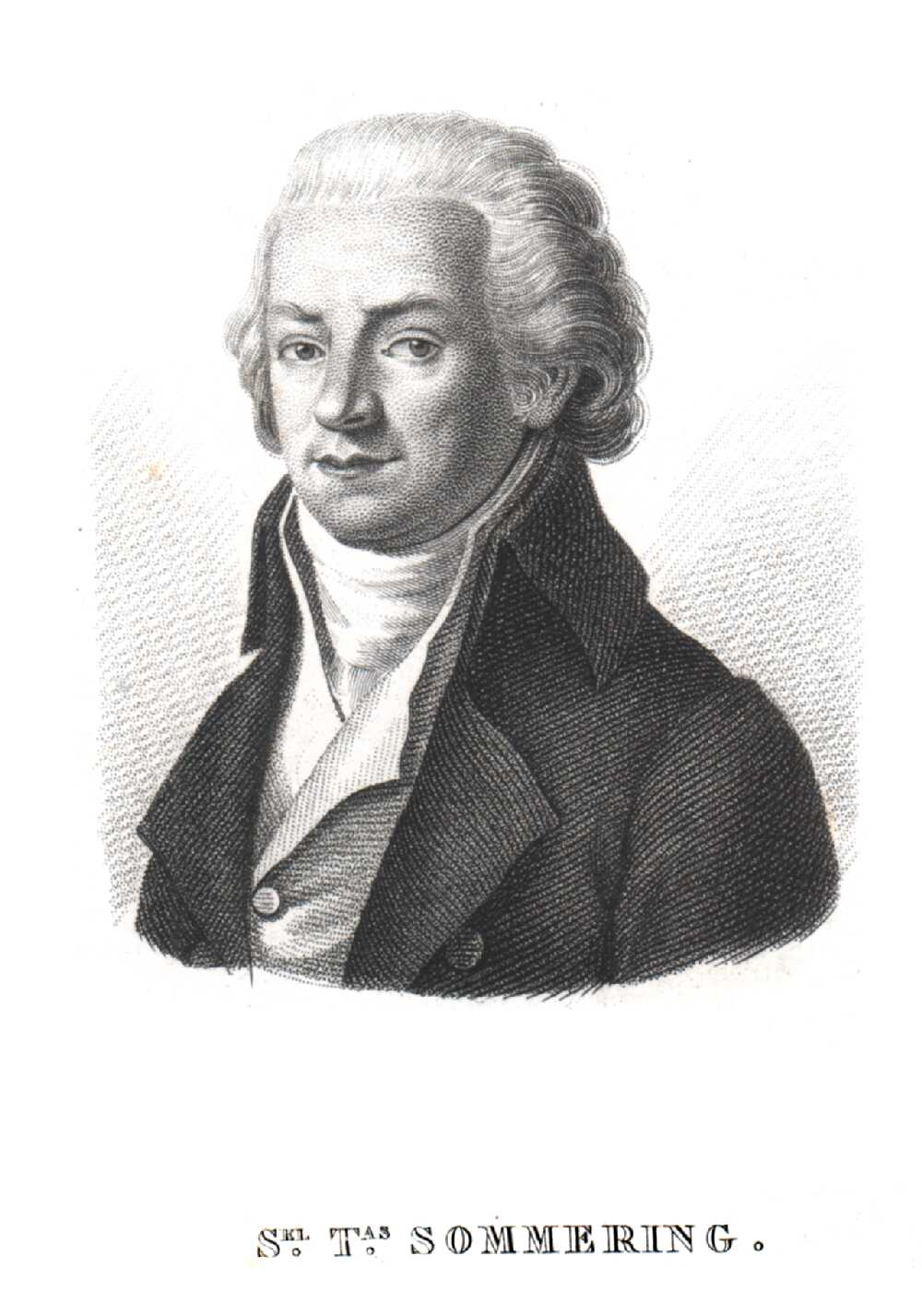
Samuel Thomas von Sömmerring, Porträt von Carl Wilhelm Bender

- Über die körperliche Verschiedenheit des Mohren vom Europäer, Mainz 1784 (Digitalisat) (Neu herausgegeben und kommentiert von Sigrid Oehler-Klein, Fischer-Verlag Stuttgart, 1998)
- Vom Hirn- und Rückenmark, Mainz 1788 (2. Aufl. 1792) (Digitalisat (2. Aufl.))
- Über die Schädlichkeit der Schnürbrüste, Mainz 1788 (Digitalisat)
- Vom Bau des menschlichen Körpers, 6 Bde., Frankfurt am Main 1791–1796 (Digitalisat Bd. 1, Bd. 2, Bd. 3, Bd. 4, Bd. 5,1, Bd. 5,2) (2. Aufl. 1800; weitere Aufl. in 8 Bänden von Bischoff, Henle u. a., Leipzig 1839–1845; Neu herausgegeben und kommentiert von Reinhard Hildebrand, bis 2012)
- De corporis humani fabrica, 6 Bde., Frankfurt am Main 1794–1801 (Digitalisat Bd. 1, Bd. 2, Bd. 3, Bd. 4, Bd. 5, Bd. 6)
- De morbis vasorum absorbentium corporis humani, Frankfurt am Main 1795 (Digitalisat)
- Abbildungen und Beschreibungen einiger Misgeburten die sich ehemals auf dem Anatomischen Theater zu Cassel befanden, Mainz 1791 (Digitalisat) (Neu herausgegeben und kommentiert von Ulrike Enke, Schwabe-Verlag Basel, 2000.)
- Über das Organ der Seele, Königsberg 1796 (mit einem Beitrag von Immanuel Kant). (Digitalisat) (Neu herausgegeben und kommentiert von Manfred Wenzel, Schwabe-Verlag Basel, 2000.)
- Tabula sceleti feminini juncta descriptione, Frankfurt am Main 1797
- Icones embryonum humanorum, Frankfurt am Main 1799 (Neu herausgegeben und kommentiert von Ulrike Enke, Schwabe-Verlag Basel, 2000.)
- Abbildungen des menschlichen Auges, Frankfurt am Main 1801 (Neu herausgegeben und kommentiert von Jost Benedum)
- Abbildungen des menschlichen Hörorgans, Frankfurt am Main 1806 (Digitalisat)
- Abbildungen des menschlichen Organs des Geschmacks und der Stimme, Frankfurt am Main 1806 (Digitalisat)
- Abbildungen der menschlichen Organe des Geruchs, 1809 (Digitalisat)
- Über einen elektrischen Telegraphen. In: Denkschriften der Königlichen Akademie der Wissenschaften. Classe der Mathematik und Physik. 1809/1810 (1811), S. 401–414. (Digitalisat und Volltext im Deutschen Textarchiv)

Soemmerrings Briefwechsel mit Georg Forster wurde von Hermann Hettner herausgegeben (Braunschweig 1877).
Soemmerrings Briefwechsel mit Johann Wolfgang von Goethe wurde von Manfred Wenzel herausgegeben (Stuttgart 1988).
- Samuel Thomas Soemmerring: Werke. Begründet von Gunter Mann, hg. von Jost Benedum und Werner Friedrich Kümmel. [Werkausgabe der Werke Samuel Thomas Soemmerrings in 20 Bänden]. Hg. von der Akademie der Wissenschaften und der Literatur in Mainz. Stuttgart, Jena et al.: Fischer (bis 1999); Basel: Schwabe (ab 2000 bis 2012).